# Teratodes
Teratodes es un género de saltamontes de la subfamilia Teratodinae, familia Acrididae. Este género se distribuye en Asia, específicamente en India y Sri Lanka.
Teratodes se alimenta de las hojas de los árboles y puede convertirse en una grave plaga de las plantaciones de tecas y sándalos. Tanto las ninfas como los adultos de la especie son de color verde opaco. El pronoto se expande en una gran estructura afilada en forma de «capucha» bordeada con un color amarillo-naranja, dándoles la apariencia general de una hoja.

## Especies
Las siguientes especies pertenecen al género Teratodes:
- Teratodes foliatus (Herbst, 1803) [nombre temporal]
- Teratodes brachypterus Carl, 1916
- Teratodes monticollis (Gray, 1832)